# ヌリア・リャゴステラ・ビベス
ヌリア・リャゴステラ・ビベス（Nuria Llagostera Vives, 1980年5月16日 - ）は、スペイン・パルマ・デ・マヨルカ出身の女子プロテニス選手。WTAツアーでシングルス2勝、ダブルス16勝を挙げた。自己最高ランキングはシングルス35位、ダブルス5位。身長156cm、体重53kg。右利き、バックハンド・ストロークは両手打ち。

## 来歴
1996年にプロに転向。2001年全豪オープンで予選を勝ち上がり4大大会に初出場し、キム・クライシュテルスとの3回戦まで進出した。全仏オープンでも3回戦まで進出したがその後は長く低迷が続いた。
2005年5月のSARラ・プリンセス・ラーラ・メリヤム・グランプリで初めてのツアー決勝に進出し鄭潔を 6–4, 6–2 で破りツアー初優勝を果たす。全仏オープンでは1回戦で第23シードの杉山愛を 6-3, 4-6, 6-4 、3回戦では第13シードのナタリー・ドシーを 7-6 (1), 6-3 で破り4大大会シングルス最高成績の4回戦に進出した。4回戦では第2シードのマリア・シャラポワに 2-6, 3-6 で敗れた。大会終了後のランキングで自己最高のシングルス35位を記録している。
2005年から女子国別対抗戦フェドカップの代表に選ばれ、1回戦でアルゼンチンのヒセラ・ドゥルコを 6-4, 4-6, 6-3 で破り2勝2敗で迎えた最終戦のダブルスでもアナベル・メディナ・ガリゲスと組みヒセラ・ドゥルコ&マリア・エミリア・サレルニ組を 6-4, 6-4 で破り通算成績3勝2敗で勝利した。準決勝のフランス戦ではマリー・ピエルスに 4-6, 4-6、アメリ・モレスモに 3-6, 1-6 で敗れ通算1勝3敗で敗退した。2008年の中国とのフェドカップ準決勝ではシングルスで鄭潔を 6-4, 6-3 、彭帥を 6-4, 6-4 で破りダブルスと合わせて3勝を挙げスペインの勝利に貢献した。決勝でスペインはロシアに0勝4敗で敗れ準優勝に終わった。
2008年からはマリア・ホセ・マルティネス・サンチェスと組みダブルスで活躍する。2008年全仏オープンと2008年ウィンブルドン選手権でベスト8、2009年は全仏オープン以外の3大会でベスト8に進出し、最終戦のWTAツアー選手権にも出場し初戦でビーナス・ウィリアムズ&セリーナ・ウィリアムズ組を 2-6, 6-4, [10-8] で破り決勝に進出。決勝ではカーラ・ブラック&リーゼル・フーバー組を 7-6(0), 5-7, [10-7] で破り優勝し初めてのビックタイトルを獲得した。
リャゴステラ・ビベスはオリンピックスペイン代表として、2008年北京五輪と2012年ロンドン五輪の2大会に出場している。北京五輪ではシングルス1回戦でチェコのクララ・ザコパロバを 2-6, 6-3, 7-5 で破り初戦を突破し、2回戦で中国の鄭潔に 7-6(7), 1-6, 4-6 で敗れた。マルティネス・サンチェスとのダブルスでは1回戦でロシアのエレーナ・ベスニナ&ベラ・ズボナレワ組に 6-2, 1-6, 3-6 で敗れた。ロンドン五輪ではマルティネス・サンチェスと組んだダブルス1回戦でオーストラリアのケーシー・デラクア&サマンサ・ストーサー組を 6-1, 6-1 で破ったが、2回戦で中国の彭帥&鄭潔組に 2-6, 4-6 で敗れた。
リャゴステラ・ビベスは2012年からダブルスに専念している。2013年7月の大会でのドーピング検査で禁止薬物のメタンフェタミンが検出され2年間の出場停止処分を受け、現役引退を発表した。

## WTAツアー決勝進出結果

### シングルス: 3回 (2勝1敗)
| 大会グレード         |
| -------------------- |
| グランドスラム (0–0) |
| ティア I (0–0)       |
| ティア II (0–0)      |
| ティア III (1–1)     |
| ティア IV & V (1–0)  |

| 結果   | No. | 決勝日        | 大会   | サーフェス | 対戦相手                   | スコア            |
| ------ | --- | ------------- | ------ | ---------- | -------------------------- | ----------------- |
| 優勝   | 1.  | 2005年5月8日  | ラバト | クレー     | 鄭潔                       | 6–4, 6–2          |
| 準優勝 | 1.  | 2005年9月26日 | 広州   | ハード     | 晏紫                       | 4–6, 0–4 途中棄権 |
| 優勝   | 2.  | 2008年2月24日 | ボゴタ | クレー     | マリア・エミリア・サレルニ | 6–0, 6–4          |

### ダブルス: 27回 (16勝11敗)
| 大会グレード          | 大会グレード                 |
| 2008年以前            | 2009年以後                   |
| --------------------- | ---------------------------- |
| グランドスラム (0–0)  |                              |
| WTAファイナルズ (1–0) |                              |
| ティア I (0–1)        | プレミア・マンダトリー (0-1) |
| ティア I (0–1)        | プレミア5 (2-2)              |
| ティア II (1–0)       | プレミア (3–0)               |
| ティア III (2–2)      | インターナショナル (5–3)     |
| ティア IV ＆ V (2–2)  | インターナショナル (5–3)     |

| 結果   | No. | 決勝日        | 大会               | サーフェス    | パートナー                             | 対戦相手                                                        | スコア               |
| ------ | --- | ------------- | ------------------ | ------------- | -------------------------------------- | --------------------------------------------------------------- | -------------------- |
| 優勝   | 1.  | 2004年8月14日 | ソポト             | クレー        | マルタ・マレーロ                       | クラウディア・ヤンス アリシア・ロソルスカ                       | 6–4, 6–3             |
| 準優勝 | 1.  | 2004年10月3日 | ハッセルト         | ハード (室内) | マルタ・マレーロ                       | マラ・サンタンジェロ ジェニファー・ラッセル                     | 3–6, 5–7             |
| 準優勝 | 2.  | 2005年5月8日  | ラバト             | クレー        | ルルド・ドミンゲス・リノ               | エミリー・ロワ バルボラ・ザフラボバ・ストリコバ                 | 6–3, 6–7(6), 5–7     |
| 準優勝 | 3.  | 2005年6月18日 | スヘルトーヘンボス | 芝            | イベタ・ベネソバ                       | ディナラ・サフィナ アナベル・メディナ・ガリゲス                 | 4–6, 6–2, 6–7(11)    |
| 優勝   | 2.  | 2005年9月25日 | 北京               | クレー        | マリア・ベント＝カブチ                 | 晏紫 鄭潔                                                       | 6–2, 6–4             |
| 優勝   | 3.  | 2007年6月14日 | バルセロナ         | クレー        | アランチャ・パラ・サントンハ           | ルルド・ドミンゲス・リノ フラビア・ペンネッタ                   | 7–6(3), 2–6, [12–10] |
| 優勝   | 4.  | 2008年3月1日  | アカプルコ         | クレー        | マリア・ホセ・マルティネス・サンチェス | イベタ・ベネソバ ペトラ・チェトコフスカ                         | 6–2, 6–4             |
| 準優勝 | 4.  | 2008年5月11日 | ベルリン           | クレー        | マリア・ホセ・マルティネス・サンチェス | カーラ・ブラック リーゼル・フーバー                             | 6–3, 2–6, [2–10]     |
| 準優勝 | 5.  | 2008年6月14日 | バルセロナ         | クレー        | マリア・ホセ・マルティネス・サンチェス | ルルド・ドミンゲス・リノ アランチャ・パラ・サントンハ           | 6–4, 5–7, [4–10]     |
| 優勝   | 5.  | 2008年7月13日 | パレルモ           | クレー        | サラ・エラニ                           | アーラ・クドゥリャフツェワ アナスタシア・パブリュチェンコワ     | 2–6, 7–6(1), [10–4]  |
| 準優勝 | 6.  | 2009年1月5日  | オークランド       | ハード        | アランチャ・パラ・サントンハ           | ナタリー・ドシー マラ・サンタンジェロ                           | 6–4, 6–7(3), [10–12] |
| 優勝   | 6.  | 2009年2月22日 | ボゴタ             | クレー        | マリア・ホセ・マルティネス・サンチェス | フラビア・ペンネッタ ヒセラ・ドゥルコ                           | 7–5, 3–6, [10–7]     |
| 優勝   | 7.  | 2009年2月28日 | アカプルコ         | クレー        | マリア・ホセ・マルティネス・サンチェス | ルルド・ドミンゲス・リノ アランチャ・パラ・サントンハ           | 6–4, 6–2             |
| 優勝   | 8.  | 2009年4月19日 | バルセロナ         | クレー        | マリア・ホセ・マルティネス・サンチェス | ソラナ・チルステア アンドレヤ・クレパーチ                       | 3–6, 6–2, [10–8]     |
| 準優勝 | 7.  | 2009年7月11日 | ボースタード       | クレー        | マリア・ホセ・マルティネス・サンチェス | フラビア・ペンネッタ ヒセラ・ドゥルコ                           | 2–6, 6–0, [5–10]     |
| 優勝   | 9.  | 2009年7月17日 | パレルモ           | クレー        | マリア・ホセ・マルティネス・サンチェス | マリヤ・コリツェワ ダリヤ・クツォワ                             | 6–1, 6–2             |
| 準優勝 | 8.  | 2009年8月16日 | シンシナティ       | ハード        | マリア・ホセ・マルティネス・サンチェス | カーラ・ブラック リーゼル・フーバー                             | 3–6, 6–0, [2–10]     |
| 優勝   | 10. | 2009年8月23日 | トロント           | ハード        | マリア・ホセ・マルティネス・サンチェス | サマンサ・ストーサー レネ・スタブス                             | 2–6, 7–5, [11–9]     |
| 優勝   | 11. | 2009年8月29日 | ニューヘイブン     | ハード        | マリア・ホセ・マルティネス・サンチェス | イベタ・ベネソバ ルーシー・ハラデツカ                           | 6–2, 7–5             |
| 優勝   | 12. | 2009年11月1日 | ドーハ             | ハード        | マリア・ホセ・マルティネス・サンチェス | カーラ・ブラック リーゼル・フーバー                             | 7–6(0), 5–7, [10–7]  |
| 優勝   | 13. | 2010年2月20日 | ドバイ             | ハード        | マリア・ホセ・マルティネス・サンチェス | クベタ・ペシュケ カタリナ・スレボトニク                         | 7–6(5), 6–4          |
| 準優勝 | 9.  | 2010年5月8日  | ローマ             | クレー        | マリア・ホセ・マルティネス・サンチェス | フラビア・ペンネッタ ヒセラ・ドゥルコ                           | 4–6, 2–6             |
| 優勝   | 14. | 2011年4月9日  | マルベーリャ       | クレー        | アランチャ・パラ・サントンハ           | サラ・エラニ ロベルタ・ビンチ                                   | 3–6, 6–4, [10–5]     |
| 準優勝 | 10. | 2011年7月9日  | ボースタード       | クレー        | アランチャ・パラ・サントンハ           | ルルド・ドミンゲス・リノ マリア・ホセ・マルティネス・サンチェス | 3–6, 3–6             |
| 優勝   | 15. | 2012年1月7日  | ブリスベン         | ハード        | アランチャ・パラ・サントンハ           | ラケル・コップス＝ジョーンズ アビゲイル・スピアーズ             | 7–6(2), 7–6(2)       |
| 優勝   | 16. | 2012年6月23日 | イーストボーン     | 芝            | マリア・ホセ・マルティネス・サンチェス | リーゼル・フーバー リサ・レイモンド                             | 6–4, 途中棄権        |
| 準優勝 | 11. | 2012年10月6日 | 北京               | ハード        | サニア・ミルザ                         | エカテリーナ・マカロワ エレーナ・ベスニナ                       | 5–7, 5–7             |

## 4大大会シングルス成績
略語の説明
| W | F | SF | QF | #R | RR | Q# | LQ | A | Z# | PO | G | S | B | NMS | P | NH |

W=優勝, F=準優勝, SF=ベスト4, QF=ベスト8, #R=#回戦敗退, RR=ラウンドロビン敗退, Q#=予選#回戦敗退, LQ=予選敗退, A=大会不参加, Z#=デビスカップ/BJKカップ地域ゾーン, PO=デビスカップ/BJKカッププレーオフ, G=オリンピック金メダル, S=オリンピック銀メダル, B=オリンピック銅メダル, NMS=マスターズシリーズから降格, P=開催延期, NH=開催なし.
| 大会           | 2000 | 2001 | 2002 | 2003 | 2004 | 2005 | 2006 | 2007 | 2008 | 2009 | 2010 | 2011 | 通算成績 |
| -------------- | ---- | ---- | ---- | ---- | ---- | ---- | ---- | ---- | ---- | ---- | ---- | ---- | -------- |
| 全豪オープン   | LQ   | 3R   | 2R   | 1R   | LQ   | 1R   | 1R   | A    | LQ   | 1R   | LQ   | LQ   | 3–6      |
| 全仏オープン   | LQ   | 3R   | 1R   | A    | LQ   | 4R   | A    | 2R   | 1R   | 1R   | 1R   | 3R   | 8–8      |
| ウィンブルドン | A    | 1R   | A    | A    | 2R   | 1R   | A    | A    | 1R   | 1R   | 1R   | LQ   | 1–6      |
| 全米オープン   | LQ   | 1R   | LQ   | LQ   | 1R   | 1R   | A    | LQ   | 1R   | 1R   | 1R   | 1R   | 0–7      |